# Piper poporense
Piper poporense är en pepparväxtart som beskrevs av Trel. & Yunck.. Piper poporense ingår i släktet Piper och familjen pepparväxter. Inga underarter finns listade i Catalogue of Life.